# Glacies burmanni
Glacies burmanni is een vlinder uit de familie spanners (Geometridae). De wetenschappelijke naam is voor het eerst geldig gepubliceerd in 1984 door Tarmann.
De soort komt voor in Europa.